# Bernhard Huß
Bernhard Huß (* 24. Januar 1969 in München) ist ein deutscher Romanist.

## Leben und Wirken
Huß besuchte das Franz-Ludwig-Gymnasium in Bamberg und legte dort 1988 das Abitur ab. Danach studierte er Italianistik und Klassische Philologie an den Universitäten in München (LMU) und Genua. Nach einem Forschungsaufenthalt an der University of Illinois at Urbana-Champaign promovierte er 1998 in München bei Hellmut Flashar mit einem Kommentar zu Xenophons Symposion. In den Jahren 1998–2001 war er als wissenschaftlicher Assistent am Institut für Italianistik an der LMU in München tätig, seit 2001 dann als Akademischer Rat und später als Akademischer Oberrat. Im Jahr 2005 habilitierte sich Huß in Romanischer Philologie zum Thema Lorenzo de' Medicis Canzoniere und der Ficinianismus. 2007 wurde er für diese Arbeit mit dem Habilitationspreis der LMU München ausgezeichnet. Im Oktober 2009 wurde er auf den Lehrstuhl für Romanistik, insbesondere Wissenskulturen der Frühen Neuzeit, an der Universität Erlangen-Nürnberg berufen, den er bis August 2012 innehatte. Seit September 2012 ist er Inhaber einer W3-Professur für Romanische Philologie an der Freien Universität Berlin.
Huß ist Direktor des Italienzentrums der FU Berlin und Mitherausgeber der Germanisch-Romanischen Monatsschrift (GRM) sowie von Antike und Abendland. Er ist Mitglied der Accademia dell’Arcadia und der Accademia della Crusca.
Seine Forschungsinteressen liegen im Bereich der Italienischen Renaissancelyrik, der Poetik der Frühen Neuzeit (Italien und Frankreich), des Musiktheaters der Frühen Neuzeit im kulturellen Kontext, der Rezeption der Antike und des frühneuzeitlicher Wissenstransfers, der Literatur der Romantik und der italienischen Narrativik der Gegenwart.
Bernhard Huß ist der Sohn des Althistorikers Werner Huß.

## Veröffentlichungen (Auswahl)
- Lorenzo de’ Medicis Canzoniere und der Ficinianismus. Philosophica facere quae sunt amatoria. Romanica Monacensia 76. Gunter Narr Verlag, Tübingen 2007.
- Xenophons Symposion. Ein Kommentar (Beiträge zur Altertumskunde, 125). De Gruyter, Stuttgart/Leipzig 1999, Nachdruck Berlin 2010.
- mit Michael Bernsen: Der Petrarkismus – ein europäischer Gründungsmythos. Gründungsmythen Europas in Literatur, Musik und Kunst 5. Bonn University Press bei V&R unipress, Göttingen 2011.
- mit F. Mehltretter und G. Regn: Lyriktheorie(n) der italienischen Renaissance. Pluralisierung & Autorität 30. De Gruyter, Berlin/Boston 2012.